# Igreja Paroquial de São Salvador de Rossas

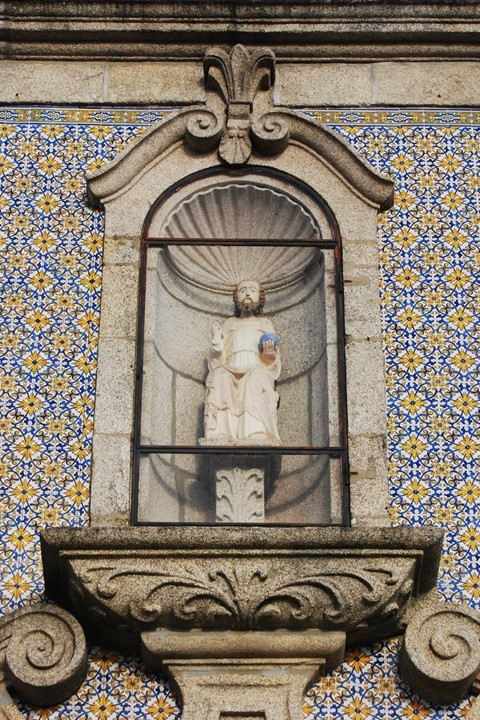
Sao Salvador de Rossas, ou Divino Salvador, no alçado da igreja.

A Igreja de São Salvador de Rossas ou Igreja Paroquial do Divino Salvador de Rossas localiza-se na freguesia de Rossas, Município de Vieira do Minho, no Distrito de Braga.
Pertence ao arcebispado de Braga.

## História
A freguesia já era mencionada em documentos de 1014 e em documentos de 1195 acerca de um mosteiro que ali existia. As Inquirições de 1220 incluem-na na Terra de Lanhoso.
Parte da sua área era couto. Após a extinsão do concelho de Rossas em 1836, terá pertencido ao concelho e comarca de Guimarães passando, em 1878, para o concelho e comarca de Vieira do Minho. É composta pelos seguintes lugares: Agra, Arroteia, Bairral, Bairro, Barreiros, Batoca, Calvos, Casas, Celeirô, Coutada, Covelo de Baixo, Covelo de Cima, Cristelo, Ferreiros, Fonte, Fonte de Calvos, Lama, Lamedo, Ortoselo, Outeiro, Outeiro de Calvos, Paredes, Paços, Passos de Lama, Pinheiro, Politeiro, Pombal, Ponte Casal, Portela, Ramil, Rossas, Santa Marinha, Santa Marta, São Pedro, Seralata, Souto, Touça, Trasleira e Vilarinho. É paróquia da diocese de Braga.
A paróquia de São Salvador de Rossas era abadia da apresentação dos Abreus, Senhores de Regalados, no concelho de Rossas (cuja sede era na povoação de Celeirô, comarca de Guimarães).
Já em 1195 João Pais faz doação do mosteiro beneditino a D. Martinho, Arcebispo de Braga e passou a padroeiros seculares da família dos Abreus (Abreu e Lima), Senhores de Regalados, nobreza da mais antiga de Portugal. No século XVII há ainda referência ao antigo mosteiro beneditino de São Salvador de Rossas. Foi neste período que se deu divisão do padroado entre os Abreus e os Duques de Sotomayor, por serem seus descendentes.
A Igreja e Abadia de Rossas tinha uma vigararia anexa in perpetum: a paróquia de Santa Maria de Aboim, pertencente ao actual concelho de Fafe.
Em 1758 a igreja já estava concluída, pois foi completamente reedificada e aberta ao culto. Segundo o abade António de Abreu e Lima de Vasconcelos, nas Memórias Paroquiais, «a Igreja Matriz, São Salvador de Rossas tem duas confrarias, huma do Senhor e outra da Senhora do Rozario e huma irmandade das Almas com pouco rendimento, demenuiu-se a igreja velha fabricou-se de novo outra com quatro altares colatrais (...) he esta igreja abadia aprezentação de padroeiro seculares e he turnaria alternativa em votos, hum a Caza de Regualados; e outro ao Duque de Sotomayor Embaixador de Espanha, que esteve em Lisboa. (...)».
O embaixador de Espanha, Felix Fernando Yáñez de Sotomayor Masones de Lima (1684-1767), III Duque de Sotomayor, foi pai de Ana Maria de Sotomayor Masones de Lima Castro Brito de Monroy Silva e Abreu (1718-1789), IV Duquesa de Sotomayor, que apresentou para abade de São Salvador de Rossas António de Abreu e Lima de Vasconcelos (1730-1824).
Existiam várias relações próximas entre estas famílias e tal pode ser visto na genealogia do I Duque de Sotomayor: era filho D. João Fernandes de Lima, I marquês de Tenorio, I marquês de Los Arcos (por sua vez filho do VI Visconde de Vila Nova de Cerveira) e de D. Francisca Luísa de Sotomayor Noronha de Abreu, Condessa de Crecente (filha de Fernando Anes de Sotomayor, Conde de Crecente, e de D. Maria de Abreu de Noronha.

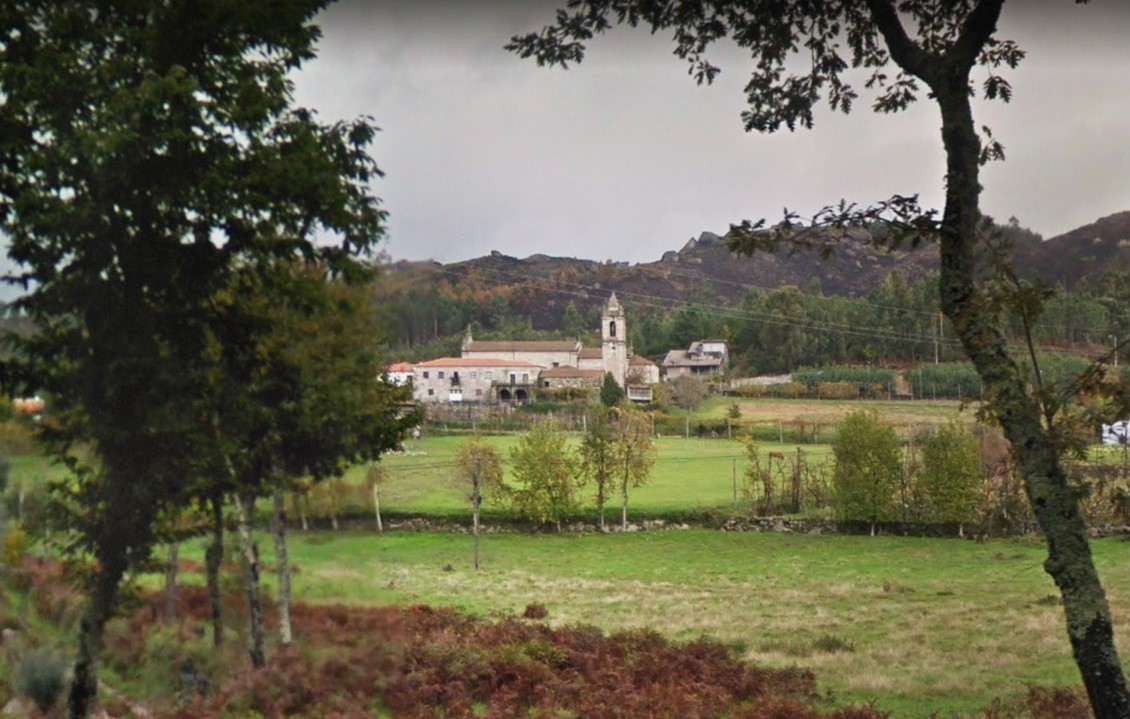
Igreja de São Salvador de Rossas, Vieira do Minho.

## Edifício
Igreja de S. Salvador de Rossas é dedicada a S. Salvador.
É um edifício de grandes dimensões, orientado Este-Oeste e composto por nave e capela-mor rectangulares, mais dois volumes adossados à capela-mor (sacristia no lado Norte e um anexo na cabeceira). É uma construção sólida, em cantaria granítica de aparelho pseudo-isódomo, com paredes enquadradas por cunhais salientes e rematadas por entablamentos com cornija moldurada, sobre a qual assentam as coberturas telhadas de duas águas, independentes.
As empenas das fachadas e do arco cruzeiro são coroadas por pináculos nos cunhais e cruzes latinas sobre peanhas nas cumeadas. A fachada ocidental é revestida a azulejo de cor azul e amarelo, sendo animada por dois vãos de janela e uma porta com molduras de traço barroquizante e por um nicho que sobrepuja a porta, no qual se abriga uma magnífica estátua do Cristo Salvador. No interior, amplo e com coro alto, os tectos pintados da nave e da capela-mor, esta com a representação do Salvador e dos quatro Evangelistas, obra datada de 1861, como testemunha a cartela pintada no pilar do arco cruzeiro. Destacam-se ainda os retábulos.
A Sul da igreja encontra-se a torre sineira, construída também em cantaria granítica no ano 1896.
A actual igreja é uma reconstrução do século XVIII, como se documenta nas Memórias Paroquias de 1758.
São Salvador de Rossas já aparece documentado no Censual do Bispo D. Pedro, do século XI, como mosteiro, que já estaria extinto no século XIII e a sua igreja reduzida a paroquial, como parece depreender-se das Inquirições Afonsinas.